# Червінський Петро Йосипович
Петро Йосипович Червінський (рос. Пётр Иосифович Червинский; 1925 — 2005) — український журналіст, літературознавець, поет, автор афоризмів та одностишів, член Національної спілки журналістів України (2000).

## Біографія
Закінчив 8 класів Київської середньої школи № 25. На початку війни був евакуйований з матір'ю, батько загинув у Бабиному Яру. З лютого 1943 брав участь у бойових діях Великій Вітчизняній війні, як навідник гармати у складі 222-го зенітного бронепоїзда ППО, проходив службу в Червоній армії до червня 1950. У 1954 році закінчив Київський геологорозвідувальний технікум, нині — Коледж геологорозвідувальних технологій Київського національного університету імені Тараса Шевченка (КГРТ), працював в експедиціях Північного Уралу, змінним маркшейдером на будівництві першої черги Київського метрополітену, і ще чверть століття інженером ОКБ геофізичного приладобудування. Його вірші на музику В. А. Уманця стали «Піснею метробудівців».
З 1964 року займався пошуком людей, які зникли безвісти в роки війни. Джерелом для історичних та літературних пошуків став Газетний відділ ЦНБ НАН України імені В. І. Вернадського. Результат п'ятирічного пошуку — нарис «Червоний генерал» про жінку, вчительку німецької мови з Немиріва, начальника політвідділу 11-ї армії, кавалера ордена Червоного Прапора, дипломатку М О. Буллє, яка трагічно загинула в часи сталінських репресій. У її рідному селі Цере (Латвійська РСР) було встановлено погруддя та відкрито шкільний музей. Фотоальбом про ветеранів 11-ї армії став експонатом Музею історії Закавказького військового округу. З початку 1970-х збирав матеріали про Повних кавалерів ордена Слави, які надсилали свої бойові біографії, документи, фотографії, які були передані до Національного музею історії Великої Вітчизняної війни, нині — Національний музей історії України у Другій світовій війні. Успішно завершився пошук повного кавалера ордена Слави В. С. Вітряного, який звільняв Київ, та згодом загинув у Чехословаччині. Вдалося розшукати його рідних — сестру і брата, а також його однополчан, які надіслали свої спогади і фронтові фото, встановити останнє місце поховання Героя, це — братська могила у місті Михаловце, тепер Миха́йлівці (східна Словаччина), з останками багатьох тисяч радянських воїнів, куди вклонитись праху загиблого прийзджали рідні Героя. На батьківщині В. С. Вітряного у Лютіжі 9 травня 1978 року урочисто відкрито Пам'ятну стелу із зображенням Героя.
Літературна, журналістська та громадська діяльність не обмежувалася пошуком героїв війни. Зібрані цінні матеріали, стали основою нарисів: про Айвазовського, Лєскова, Чехова, Лисенка, Шевченка, Купріна, Бальзака, Болховитинова, Лебединцева, Раєвського, Бутакова, Костомарова, Алчевської, Караваєва, Хрякова. Опубліковані невідомі матеріали: про Пушкіна, Лермонтова, Толстого, Тургенєва, Гоголя, Полонського, Поліну Віардо, Чайковського, Лебединцева, нарис про творця «Київського некрополя» Людмилою Андріївною Проценко. Побачили світ його публікації творів: Мінаєва, Толстого, Гіляровського, Купріна, Маршака, Шолом-Алейхема, які не увійшли до зборів їх творів. Для збірки «Нариси єврейського героїзму» написав документальний нарис про Казакевича. Листувався з Дмитром Лихачовим, Іраклієм Андроніковим, Натаном Ейдельманом, Семеном Гейченком, Юрієм Лотманом, Тетяною Цявловською, Еммою Герштейн, Іллєю Зільберштейном, Михайло Алексєєвим, Милицею Нечкіною, Віктором Мануйловим, Георгієм Бердниковим, Володимиром Лакшиним, Арнольдом Гессеном, Миколою Раєвським, Яковом Гордіним, Олександром Крейном, які давали «добро» на публікацію матеріалів, дарували свої книжки з автографами.
Публікувався у центральній всесоюзній та республіканській пресі. В останні роки готував до видання книгу афоризмів, одностишів, каламбурів, посвячень — «З моря житейського». Помер 22 липня 2005 року в Києві, похований у Колумбарії Байкового цвинтаря.
Син — журналіст Д. П. Червінський.